# Лекен, Анри-Луи
Анри Луи Леке́н (фр. Henri-Louis Lekain, настоящая фамилия Кен (фр. Cain); 31 марта 1729 года, Париж — 8 февраля 1778 года, там же) — французский актёр-трагик, которого высоко ценил Вольтер.

## Биография
Из семьи ювелира, до поступления на сцену помогал отцу. В 1740-е гг. участвовал в спектаклях различных частных театров, в 1750 году принят в «Комеди Франсез». Первым из французских актёров оставил напыщенную декламацию, заговорил простым языком, обратил должное внимание на костюм и жест, добивался от театрального костюма исторической и этнографической точности. Считается, что свои лучшие роли Лёкен исполнил в трагедиях Вольтера: Оросман («Заира»), Магомет («Магомет»), Чингисхан («Китайский сирота»), Танкред («Танкред»).
Среди его учеников была, в частности, Франсуаза-Роза Гурго, более известная под сценическим псевдонимом Мадам Вестрис.

## Критика
Его современник Луи-Себастьян Мерсье критиковал его за узкий репертуар, нежелание участвовать в создании театральных премьер и ограниченную игру: «посвятив себя исключительно исполнению произведений г-на де-Вольтера, он дал тайный обет губить всякую вещь, прибывшую не из Ферне». Также по его мнению: «Этот не в меру прославленный актёр никогда не играл мало-мальски хорошо в новой пьесе, потому что непосредственный порыв души ему всегда был чужд. Ему нужен был продолжительный и упорный труд, для того чтобы произвести сильное впечатление. Вот почему его игра — плод рассуждений — могла охватить только очень небольшой круг ролей, в оттенках которых всегда было много общего».
Эмиль Золя называл его одним из крупных реформатор театра. Критик и историк театра Адольф Жюльен в своей книге «История театрального костюма» (фр. Histoire du costume au théâtre; 1880) характеризовал его игру следующим образом:
Его игра, полная сильной и глубокой чувствительности и проникнутая каким-то жгучим, кипящим и заразительным жаром, но прежде всего пылкая и полная увлечения и вне всяких правил, — понравилась молодежи и вызвала негодование любителей прежнего псалмопения, которые прозвали его быком, — они не нашли в нём ни той блестящей и напыщенной декламации, ни той певучей и размеренной дикции, которая обычно так сладко убаюкивала их.

## Публикации
- «Мемуары» актёра опубликованы его сыном («Mémoires», Париж, 1801 и 1874).